# 668 до н. е.

## Події
Ашшурбаніпал, після певних вагань, виконав волю батька та призначив Шамаш-шум-укіна царем Вавилону.